# Comité Olímpico de São Tomé e Príncipe
O Comité Olímpico de São Tomé e Príncipe (COSTP) é um membro do Comité Olímpico Internacional e como Comité Olímpico Nacional organiza os eventos de carácter olímpico em São Tomé e Príncipe e fiscaliza e organiza os desportos que terão representação do país nos Jogos Olímpicos. Criado em 1979, o COSTP faz parte da Associação dos Comités Olímpicos Nacionais de África e é membro fundador da Associação dos Comités Olímpicos de Língua Oficial Portuguesa.

## Federações
Lista das federações de desportos olímpicos filiadas ao COSTP.
- Federação Santomense de Atletismo
- Federação Santomense de Basquetebol
- Federação Santomense de Ciclismo
- Federação Santomense de Canoagem e Surf
- Federação Santomense de Futebol
- Federação Santomense de Taekwondo
- Federação Santomense de Voleibol